# Moviment Primer de Març
El moviment primer de març o moviment d'independència del primer de març o també Moviment Samil va ser un dels primers moviments de resistència pacifica a Corea contra l'ocupació japonesa del país. Samil significa literalment «primer de març de 1919», dia en què l'esdeveniment va ocórrer, i aquest dia és festiu a Corea del Sud.

## Origen del moviment
El moviment es va desenvolupar el 1905, i es va originar internament a Corea com factor de resistència a la tirania del Japó en els seus assumptes militars durant l'ocupació, i externament per les propostes realitzades pel president nord-americà Woodrow Wilson anomenades Catorze Punts. Després d'escoltar el discurs del president nord-americà, un grup d'estudiants coreans van llegir a Tòquio un document anunciant la llibertat per al poble coreà.
El 21 de gener de 1919, va tenir lloc el funeral de l'emperador coreà Gojong, el poble va acompanyar el festeig, amb dubtes de si la seva mort es va tractar realment d'un suïcidi, ja que els japonesos l'havien intentat assassinar alhora que al príncep hereu del palau Deoksugung, el 1895.
El primer de març de 1919, a les dues de la tarda, 33 activistes van establir la Declaració de la Independència que va ser escrita per l'historiador Choi Nam-seon. Els activistes van planificar mobilitzar-se al parc Tapgol, al centre de Seül, i després la declaració va ser enviada al Governador General de Corea.

## Conseqüències
A Seül, els ciutadans coreans van començar a participar en la manifestació. Com la participació en mobilitzacions s'estenia ràpidament per tot el país, els militars japonesos van intentar aplacar les mobilitzacions provocant massacres de fins a 7000 coreans afectats. Per exemple, en el llogaret Jeam-ri, els militars van reunir a 23 habitants en una església i li van calar foc, a més d'afusellar diverses persones. Gairebé 2.000.000 coreans van participar d'alguna manera en més de 1500 manifestacions, en resposta a la violència provocada per les forces d'ocupació japoneses.
En el llibre d'història La història de Sang: el moviment de resistència coreà (en hangul:한국독립운동지혈사, en hanja:韓國獨立運動之血史) es va escriure que es van assassinar 7590 persones, va haver-hi 15.849 ferits i 46.303 detinguts. Altres dades indiquen que van morir 23.000 persones i 47.000 van ser arrestades. Un document japonès indica que, fins a finals de maig de 1919, van morir 7979 coreans.